# Дріжджоподібні гриби
Дріжджоподі́бні або димо́рфні гриби́ — гриби, здатні існувати як у вигляді одиночних клітин (дріжджів), так і у вигляді міцелію.
Такий міцеліально-дріжджовий диморфізм може бути обумовлений різними причинами.
1. Стадія життєвого циклу. Багато видів грибів мають або міцеліальну, або одноклітинну форму зростання залежно від стадії життєвого циклу. Наприклад, у базидіоміцетних дріжджів зазвичай гаплоїдна фаза одноклітинна, а диплоїдна (дікаріотічна) — міцеліальна.
2. Особливості живлення. Гриби можуть переходити від міцеліального до одноклітинного росту залежно від фізіології живлення. Наприклад, вид «чорних дріжджів» Aureobasidium pullulans, широко поширений як епіфіт на листі, і як сапротроф в лісових підстилках. При цьому на листі він існує в основному в дріжджовій формі і виступає сахаролітиком, живлячись цукрами рослинних ексудатів, а в ґрунті — в міцеліальній формі, проявляючи себе як гідролітик, що розщеплює пектини і геміцелюлози. Інший приклад — Candida albicans в дріжджовій формі паразитує на хребетних тваринах і людині, викликаючи різні кандидози, а в міцеліальній формі існує як сапротроф на рослинних залишках.
3. Газовий склад середовища. Перехід до одноклітинної фази росту може бути пов'язаний з умовами аерації. Багато грибів переходять до дріжджової форми зростання в анаеробних умовах. Наприклад, деякі зигоміцети роду Mucor в аеробних умовах існують в міцеліальній формі, а в анаеробній — в дріжджовій («мукорові дріжджі»).
Міцелиально-дріжджовий диморфізм супроводжується кардинальною перебудовою як морфології, так і фізіології грибів. При переході до дріжджового росту змінюється фізіологія найважливіших енергетичних процесів (дихання замінюється на бродіння), хімічний склад клітинної стінки (глюкани замінюються на маннани) і склад цитоплазматичної мембрани (збільшується вміст ліпідів).

## Посинання
- Дрожжеподобные грибы
- Мицелиально-дрожжевой диморфизм